# Micromàltids
Els micromàltids (Micromalthidae) son una família de coleòpter primitius del subordre dels arcostemats. Només es coneixen tres espècies fòssils, i una d'actual, nativa l'est dels Estats Units.

## Taxonomia
- Micromalthus debilis LeConte, 1878
- † Micromalthus eocenicus Perkovsky, 2016[3]
- † Micromalthus priabonicus Kirejtshuk et al., 2010[3]
- † Cretomalthus acracrowsonorum Kirejtshuk and Azar, 2008[4]